# Bruno Vides
Bruno Leonel Vides (Salta, 20 de febrero de 1993) es un futbolista argentino que juega de delantero y su equipo actual es Zamora Fútbol Club de la Primera División de Venezuela.

## Trayectoria
Bruno Leonel Vides se formó en el Centro Juventud Antoniana, de Salta, club al que llegó a los 6 años.

### Club Atlético Lanús
Llegó al Lanús en el año 2010 donde fue máximo goleador de las divisiones inferiores y del Torneo de Reserva donde se consagró campeón de dicho campeonato en el año 2011. Integró las selecciones juveniles sub-18 y sub-20. El 6 de mayo de 2012 debuta como profesional en el Club Atlético Lanús frente a Godoy Cruz en Mendoza, el director Técnico era Gabriel Schürrer. En aquel torneo, Lanús quedó 3.º en el acumulado y clasificó a la Copa Libertadores 2012. Para el 2013 llegó como director técnico Guillermo Barros Schelotto y en una radio local confesó haber sido admirador de Guillermo e hincha de Boca Juniors, donde realizó divisiones menores y no fue aceptado. A pesar de no haber jugado algún partido con Lanús, formó parte del plantel campeón de la Copa Sudamericana 2013. En el 2014 jugó la Copa Libertadores, llegando hasta los cuartos de final. Compartió equipo con Agustín Marchesin, Mauro Camoranesi y Guido Pizarro. Se vence su vínculo de préstamo y regresa al club Lanús donde mostró muy buen rendimiento y anotó un gol frente a Sporting Cristal por la Copa Sudamericana.
En el año 2014 pasa a jugar En el Club Deportes Copiapó de Chile a préstamo por una temporada. Tuvo una excelente temporada, sobresaliendo con 2 hat tricks y fue el máximo goleador del equipo. Anotó un total de 15 goles. Jugó al lado de su compatriota Gabriel Manés.
Tras no estar en planes del comando técnico de Lanús, pasó a jugar en la Universidad Católica de la Serie A de Ecuador por una temporada con opción a compra, el cual fue tasado con un millón de dólares. Su primera etapa terminaría con 21 partidos jugados y salió goleador del campeonato de la segunda etapa con 16 goles y fue considerado como el mejor extranjero del semestre. Jugó la Copa Sudamericana 2015 y logró clasificar a la Copa Sudamericana 2016. En el segundo semestre anotó 5 goles. A pesar de los intentos por poder renovar el préstamo o adquirir el pase del jugador, no pudo hacerse con el fichaje de Vides debido a su alto costo.
Luego de haber jugado algunos partidos amistosos, fue enviado a préstamo a Atlético Sarmiento de Junín. Fue un pedido expreso de Gabriel Schurrer quien lo hizo debutar profesionalmente.

### Club Sport Emelec
A pesar de tener contrato con Sarmiento, rescindió su contrato ante una oferta del fútbol ecuatoriano. El 22 de diciembre de diciembre de 2016 es oficializado por el Club Sport Emelec, oficializó su fichaje con un contrato de una temporada con opción de compra para afrontar campeonato local y la Copa Libertadores 2017. Fue campeón de la Serie A de Ecuador con Emelec. A pesar de marcar 12 goles en 49 partidos no se le renovó su contrato por lo que tuvo que volver a Lanús. Jugó al lado de su compatriota Marcos Mondaini.
Luego de no renovar su contrato tuvo que volver al Club Atlético Lanús, club dueño de su pase. Jugó la Copa Sudamericana 2018 lograndole anotar a Sporting Cristal. El 22 de febrero se confirma su renovación con el granate hasta junio del 2020.
Después de no tener continuidad con Lanús, Universidad Católica compró el pase del jugador y fue oficializado como nuevo refuerzo del trencito azul. Jugó la Copa Sudamericana 2019 y Copa Sudamericana 2020. Marcó un total de 16 goles en 2 temporadas.
A pesar de tener contrato con Católica por 2 años más, a inicios del 2020 fue puesto en libertad. El presidente del club, afirmó que fue por un tema familiar, debido a que su padre estaba delicado de salud, sumado a la poca continuidad que tendría en el equipo.
Luego de quedar como jugador libre, sonó como opción para reforzar a Universitario de Deportes de Perú de cara al torneo local y la Copa Libertadores. Este rumor fue confirmado por los directivos de la U y el interés era real. Cuando ya había un acuerdo de palabra, acuerdo de salario y años de contrato, a última hora Vides dio marcha atrás su decisión y al fichaje, argumentando en sus redes sociales que fue por un tema familiar. En julio de 2021 fichó por Orense Sporting Club de la Serie A de Ecuador.

## Selección nacional
Fue llamado a la selección juvenil Sub-18 que dirigía Walter Perazzo donde quedó en la lista para viajar a jugar un amistoso frente a un seleccionado de Córdoba, donde jugó de titular y anotó un gol. También fue sparring de la selección mayor para la Copa América del año 2011. 
En 2012 fue llamado a la preselección sub-20 conducida por Marcelo Trobbiani donde participó de una gira por el sur donde pudo jugar y marcar goles.

## Clubes
Actualizado al último partido disputado el 30 de noviembre de 2024.
| Club                      | País          | Año            | Partidos | Goles |
| ------------------------- | ------------- | -------------- | -------- | ----- |
| Lanús                     | Argentina     | 2012-2014      | 26       | 0     |
| Deportes Copiapó          | Chile         | 2014-2015      | 32       | 15    |
| Universidad Católica      | Ecuador       | 2015-2016      | 39       | 21    |
| Sarmiento (J)             | Argentina     | 2016           | 7        | 0     |
| Emelec                    | Ecuador       | 2017           | 49       | 12    |
| Lanús                     | Argentina     | 2018           | 22       | 3     |
| Universidad Católica      | Ecuador       | 2019-2020      | 49       | 24    |
| Orense                    | Ecuador       | 2021           | 10       | 2     |
| Huracán                   | Argentina     | 2022           | 2        | 0     |
| Danubio                   | Uruguay       | 2022           | 5        | 0     |
| Cumbayá F. C.             | Ecuador       | 2024           | 17       | 8     |
| Club Gualberto Villarroel | Bolivia       | 2025           | 6        | 3     |
| Zamora Fútbol Club        | Venezuela     | 2025- Presente |          |       |
| Total carrera             | Total carrera | Total carrera  | 264      | 88    |

## Palmarés

### Campeonatos nacionales
| Título             | Club   | Sede    | Año  |
| ------------------ | ------ | ------- | ---- |
| Serie A de Ecuador | Emelec | Ecuador | 2017 |

### Campeonatos internacionales
| Título            | Club  | País      | Año  |
| ----------------- | ----- | --------- | ---- |
| Copa Sudamericana | Lanús | Argentina | 2013 |

### Distinciones individuales
| Distinción                                        | Año  |
| ------------------------------------------------- | ---- |
| Goleador de la 2.ª etapa de la Serie A de Ecuador | 2015 |